# Sjirpleeuwerik
De sjirpleeuwerik (Chersomanes albofasciata) is een zangvogel uit de familie Alaudidae (leeuweriken).

## Verspreiding en leefgebied
Deze soort komt voor in zuidelijk en zuidwestelijk Afrika en telt tien ondersoorten:
- C. a. obscurata: zuidwestelijk en centraal Angola.
- C. a. erikssoni: noordelijk Namibië.
- C. a. kalahariae: zuidelijk en westelijk Botswana, noordelijk Zuid-Afrika.
- C. a. boweni: noordwestelijk Namibië.
- C. a. arenaria: zuidelijk Namibië en zuidwestelijk Zuid-Afrika.
- C. a. barlowi: oostelijk Botswana.
- C. a. alticola: noordoostelijk Zuid-Afrika.
- C. a. albofasciata: van zuidoostelijk Botswana tot centraal Zuid-Afrika.
- C. a. garrula: westelijk Zuid-Afrika.
- C. a. macdonaldi: zuidelijk Zuid-Afrika.

## Status
De grootte van de populatie is niet gekwantificeerd maar de soort wordt omschreven als algemeen. Op de Rode lijst van de IUCN heeft deze soort de status niet bedreigd.